# Progéria
A progéria  vagy Hutchinson–Gilford-progéria szindróma (HGPS) egy nagyon ritka genetikai betegség, amelyben az öregedés jelei nagyon fiatal korban jelentkeznek. A progéria egyike az öregedéssel kapcsolatos szindrómáknak. A progéria szó a görög „pro” (jelentése: korai) és a „geras” (jelentése: öregkor) szóból származik. A betegség előfordulása igen csekély; 8 millió élveszületésre mindössze egy eset jut. Akik progériával születtek, általában csak a serdülőkort érik meg. Ez a genetikai állapot egy mutáció eredménye. Ritkán öröklődik, mivel az érintettek általában nem érik meg a nemzőképes kort. Bár a progéria kifejezés érvényes minden olyan betegségre, ami a korai öregedés tüneteivel jár, legfőképpen a Hutchinson–Gilford-progéria szindróma esetén használják.
A tudósokat különösképpen foglalkoztatja ez az állapot, mert információkat adhat az öregedés normális folyamatáról. A progériáról először 1886-ban Jonathan Hutchinson írt, majd őt 1897-ben követte Hastings Gilford. Az állapotot később róluk nevezték el Hutchinson–Gilford-progéria szindrómának.

## Tünetek és jelek
A progériás gyermekek első tünetei általában életük első hónapjaiban jelentkeznek. A legelső tünetek között lehet a növekedésben való visszamaradás és szklerodermás tünetek. Az újszülöttkor után az állapotromlás újabb tünetekben nyilvánul meg, általában 18-24 hónapos kor között. Az alacsony növés, a teljes testre kiterjedő alopécia (haj-és testszőrzet hiánya), valamint a jellegzetes küllem (kicsi arc, keskeny áll, beesett orrcsont) mind a progéria jellemzői. A jelek és tünetek az idő múlásával egyre jellegzetesebbek és erősebbek lesznek. Ezt követően a betegség ráncos bőrt, érelmeszesedést, veseelégtelenséget, látáscsökkenést és szív-és érrendszeri problémákat okoz.
A szkleroderma, a bőr megvastagodása és feszülése a törzsön és a végtagokon gyakori. Az ebben a betegségben szenvedők teste legtöbbször kicsi és törékeny, akárcsak az időseknek. Az arc ráncos, a testhez képest nagyobb a fej, keskeny az arc, az orr csőrszerű. A szemek jellegzetesek, akárcsak a fejbőrön keresztül észrevehetően áttűnő vénák (amik még feltűnőbbek a kopaszság miatt).
A vázizomzat eltérései zsír- és izomveszteséget, merev ízületeket, csípőficamot és egyéb olyan tüneteket okoznak, amelyek a fiatal népességben nem fordulnak elő. 
A betegek mentális és motoros képességei normálisan fejlődnek.

## Okok
| Folyamatok a normális sejtben                                   | Folyamatok a progériás sejtben                     |
| --------------------------------------------------------------- | -------------------------------------------------- |
| A LMNA nevű gén kódolja a prelamin A nevű fehérjét.             |                                                    |
| A prelamin A egyik farnezilcsoportja annak végéhez kapcsolódik. |                                                    |
| A farnezilcsoport elkülönül a prelamin A-tól.                   | A farnezilcsoport nem különül el a prelamin A-tól. |
| A normális forma az úgynevezett lamin A.                        | A prelamin A kóros formája a progerin.             |
| A lamin A nem rögzül a nukleáris laminához.                     | A progerin rögzül a nukleáris laminához.           |
| A sejtmag normál állapotú.                                      | A sejtmag kóros formájú.                           |

Normál körülmények között az LMNA gén egy prelamin A nevű vázfehérjét kódol, amely különböző folyamatokon megy keresztül, mielőtt elnyeri a végső formáját, a lamin A-t. Az egyik lépésben, miután a prelamin A kialakul a sejtplazmában, egy farnezil-transzferáz nevű enzim hozzákapcsol egy farnezil-funkciócsoportot a prelamin A C-terminusához (az aminosavlánc vége). A farnezilált prelamin A ezután keresztülhalad egy nukleáris póruson, ami a sejtmag belsejébe vezet. A farnezilcsoport lehetővé teszi, hogy a prelamin A a nukleáris membránhoz kapcsolódjon. Amint a protein kapcsolódott, egy proteáz felhasítja azt, ezáltal eltávolítja a farnezilcsoportot néhány szomszédos aminosavval együtt. Ha ebben a folyamatban zavar keletkezik, és a farnezilcsoport nem válik el, akkor a fehérje a nukleáris membránhoz kapcsolódva marad. A proteáz általi felhasítás után a prelamin A-t már lamin A-nak nevezzük. A lamin A a lamin B-vel és a lamin C-vel együtt alkotja a nukleáris laminát, amely a sejtmag szerkezeti felépítését biztosítja.
A 20. század vége előtti kutatások kevés információt tártak fel a szindrómáról. 2003-ban felfedezték, hogy a progéria oka egy LMNA génben található pontmutáció, amelyben a citozint timin helyettesíti. Ez a mutáció az 5-ös szekvencián egy rejtett összefonódási pontot hoz létre a 11-es exonnal, így az érett mRNS transzkripció kórosan megrövidül. Ezen mRNS alkotóelem a fehérjeszintézis (transzláció) során feltárja a prelamin A fehérje kóros változatát, amely farnezilcsoportja nem eltávolítható. A kóros fehérjét progerinnak nevezzük, amely véglegesen hozzákapcsolódik a nukleáris membránhoz, így nem lesz része a nukleáris lemeznek. A lamin A nélkül a lemez nem képes támogatni a nukleáris membránt, így az emiatt kóros formát vesz fel.
Mivel a nukleáris lemez támogatása szükséges a kromatin szerkezetének felépítéséhez a mitózis folyamata alatt, a nukleáris lemez gyengülése gátolja a sejtosztódást (mitózist).
A progerin szerepet játszhat a normális emberi öregedésben, mivel a termelődése aktivált bizonyos öregedő sejtekben.
Ellentétben a gyors öregedéssel kapcsolatos betegségekkel (mint például a Werner-szindróma, a Cockayne-szindróma , vagy a xeroderma pigmentosum), a progéria nem biztos, hogy közvetlenül a hibás DNS-javítás miatt alakul ki. Mivel ezek a betegségek az öregedés különböző velejáróiban okoznak változást, de soha nem mindegyikben, így ezeket gyakran szegmentális (részenkénti) progériának nevezik.

## Diagnózis
A diagnózis gyanúját tünetek keltik fel. Ilyenek például a bőr változásai, a növekedés zavarai és a hajvesztés. Az LMNA mutációkra irányuló genetikai vizsgálatok megerősíthetik a progéria gyanúját.

## Kezelés
Eddig egyetlen kezelési módszer sem bizonyult hatásosnak. A legtöbb módszer a komplikációk visszaszorítását célozza. (Például a szív- és érrendszeri megbetegedések kezelése bypass műtéttel vagy alacsony dózisú aspirin adásával.) A gyermekek állapotán javíthat a magas szénhidráttartalmú ételek fogyasztása.[forrás?]
A növekedési hormonnal történő kezelés kísérlete már megtörtént. A progerintermelés visszaszorítását célozta ezen kívül a morfolinóval történő kezelés is. Ezen felül az antiszensz morfolino oligonukleotidok használatával is kísérleteztek, amelyek kifejezetten a kóros 11-es és 12-es exon összekapcsolódása ellen irányulnak.

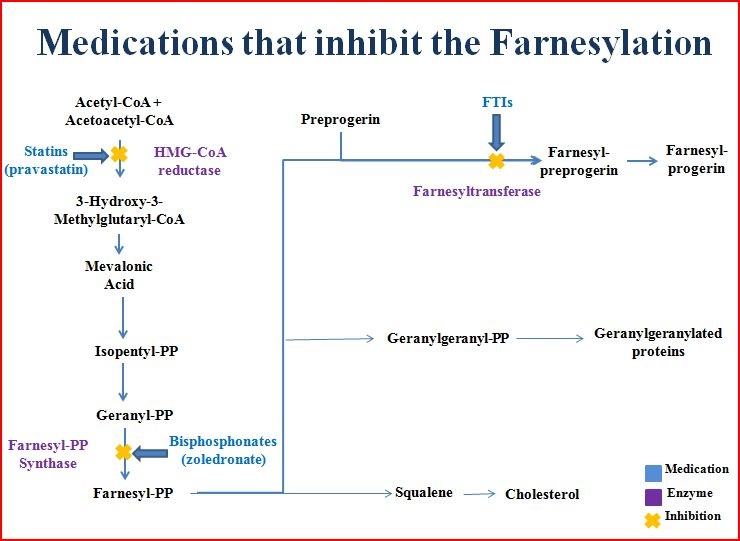
Lehetséges terápiás célok a progerin farneziláció gátlása érdekében.

Egy daganatellenes gyógyszertípust, a farnezil-tanszferáz inhibitort (FTI) már javasolták, de ezek használata állatkísérletekre korlátozódott. A lonafarnib nevű inhibitorral való kísérleti vizsgálatok 2007 májusában kezdődtek. A sejtvizsgálatok során egy másik daganatellenes gyógyszer, a rapamycin eltávolította a progerint a nukleáris membránból autofágia (a sejtek önemésztése) során. Bebizonyosodott, hogy a pravasztatin és a zoledronate hatékony gyógyszerek a farnezilcsoportok termelésének gátlásában.
A farneziltranszferáz inhibitorok olyan gyógyszerek, amelyek gátolják az olyan enzimek aktivitását, amelyek szükségesek a progerinfehérjék és a farnezilcsoportok közötti kapcsolathoz. Ez a kapcsolat hozza létre a progerin állandósult nukleáris kerethez való kapcsolódását. A progériában a sejtes károsodás ennek a kapcsolódásnak köszönhető, ennek következtében pedig a sejtmag kóros állapotban van. A lonafarnib egy olyan farnezil-transzferáz inhibitor, amely megakadályozza ezt a kapcsolódást, így a progerin nem fog a nukleáris kerethez csatlakozni így a keret normál állapotba kerülhet.
A lonafarnib terjesztését nem hagyta jóvá az amerikai Food and Drug Administration (FDA), ezért csak egyes klinikai vizsgálatokban használhatók. Amíg nem végzik el a vizsgálatot gyermekeken, addig nem lehet kiszámítani a rájuk gyakorolt hatását - amelyekre a kísérleti egerek pozitívan reagáltak.

## Prognózis
Mivel nincs ismert gyógymód, a progériás betegek várható élettartama mindössze 13 év. A betegek legalább 90%-a az érelmeszesedés olyan szövődményeibe hal bele, mint például a szívinfarktus, vagy a stroke.
A betegség a szellemi fejlődést nem érinti hátrányosan; az intelligencia általában átlagos vagy átlag feletti. A 2024-ben addigi legidősebb, 28 évesen elhunyt progériás beteg, Sammy Basso biológusi disszertációját a betegsége előrehaladását lassító terápiákból írta. A progéria által okozott öregedés jeleinek figyelembe vételével a tünetek kialakulásának gyorsaságát ahhoz hasonlíthatjuk, mintha a normál tempónál 8-10-szer gyorsabban öregedne a szervezet. A progéria nem mutat olyan öregedésre jellemző tüneteket, mint az idegi károsodás vagy a rákra való hajlam. Szintén nem alakulnak ki a progériás betegeknél olyan -az időskorra egyébként jellemző- tünetek, mint például a szürkehályog vagy a porckopás.
Bár valószínűleg nincs sikeres kezelési módszer magára a progériára, vannak gyógymódok azokra a szövődményekre, amelyeket ez a betegség okoz (például ízületi, légzőszervi és keringési zavarok). A progériában szenvedők nemzőképességét nem befolyásolja az állapotuk és ismertek olyan esetek, amelyekben progériás nők egészséges utódot hoztak világra.

## Epidemiológia
Egy holland tanulmány szerint 4 millió születésre egy eset jut. Jelenleg 100 ismert eset van a világon, az orvostudomány eddigi történetében pedig 140 esetről számoltak be, azonban a Progeria Research Foundation szerint akár 150 nem-diagnosztizált eset is lehet világszerte.
A klasszikus Hutchinson–Gilford progéria-szindrómát általában egy szétszórt (több helyen jelentkező) mutáció okozza, amely az embrionális fejlődés korai szakaszában következik be. Szinte soha nem öröklődik szülőről gyermekre, mivel az érintettek ritkán élnek addig, hogy gyermekük szülessen.
Eddig csupán két olyan eset ismert, amelyben egészséges személyről kiderült, hogy hordozója annak a mutáns LMNA génnek, amely a progériát okozza. A hordozókat abból ismerték fel, hogy átadták a hibás gént az utódaiknak Egy indiai család öt gyermeke progériával született, bár nem a klasszikus Hutchinson-Gilford progéria szindróma típusával. Ez a család szerepelt a 2005-ös Bodyshock című dokumentumfilm "The 80 Year Old Children" című epizódjában. A belga Vandeweert család két gyermeke klasszikus HGPS-ban szenved, ők szintén szüleiktől kapták a hibás gént.

## Fordítás
Ez a szócikk részben vagy egészben  a   Progeria című angol Wikipédia-szócikk ezen változatának fordításán alapul.  Az eredeti cikk szerkesztőit annak laptörténete sorolja fel. Ez a jelzés csupán a megfogalmazás eredetét és a szerzői jogokat jelzi, nem szolgál a cikkben szereplő információk forrásmegjelöléseként.